# Mosteiro de Santa Maria a Real (Palencia)
Santa Maria a Real é um mosteiro em Aguilar de Campoo, província de Palencia, Espanha .
Santa Maria a Real é um nome comum para mosteiros na Espanha e indica uma conexão real, neste caso com o rei Alfonso VIII de Castela.

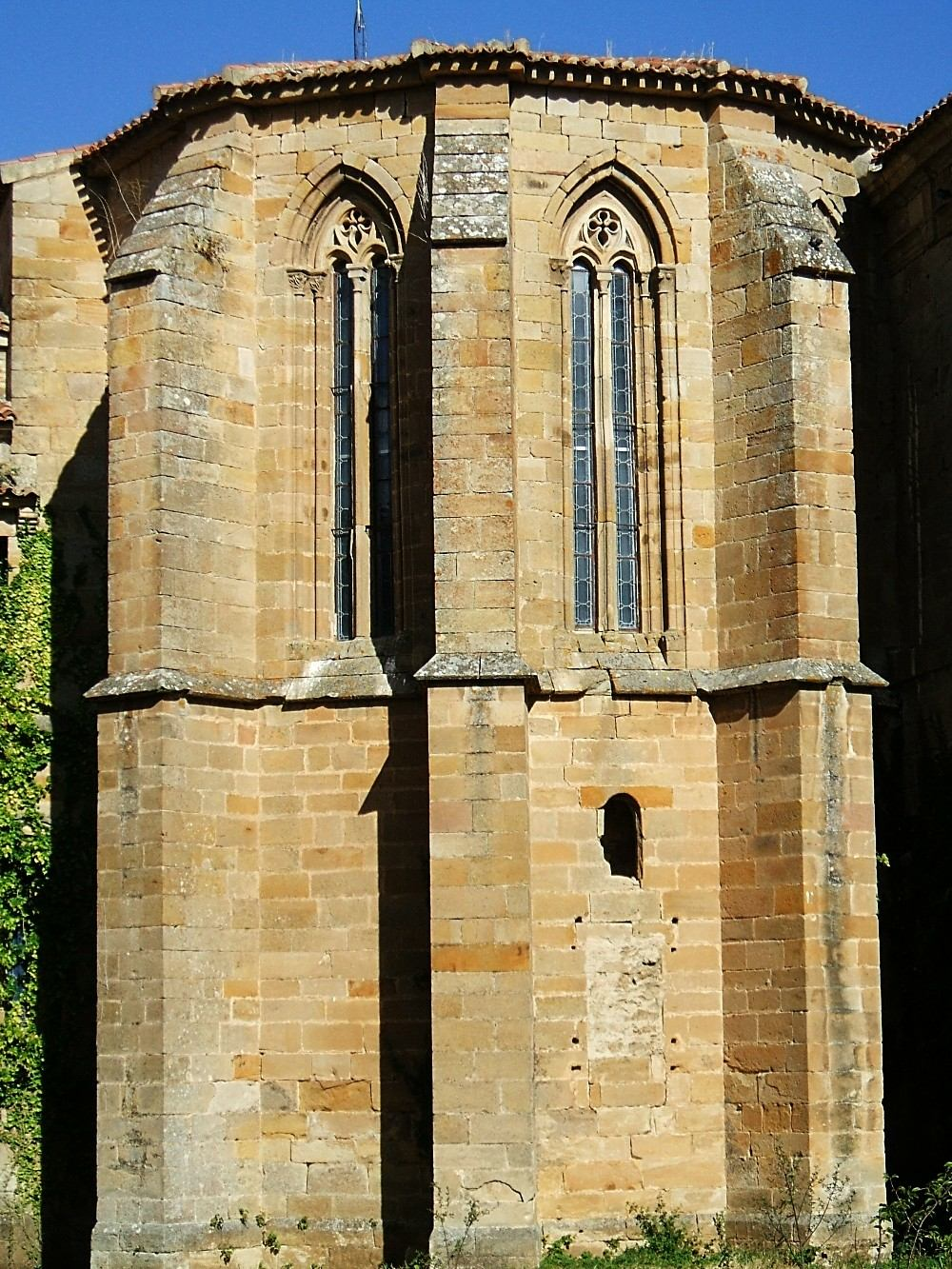
Arquitectura gótica inicial em Santa Maria a Real

Desde o século XII o mosteiro foi o lar de uma comunidade premonstratense . A arquitectura é em estilo de transição entre o românico e o gótico.